# Humiliés et Offensés (film)
Pour plus de détails, voir Fiche technique et Distribution.
Humiliés et Offensés (Униженные и оскорблённые) est un film dramatique italo-helvético-soviétique réalisé par Andreï Andreïevitch Echpaï, et sorti en 1991. Il est adapté du roman homonyme de Fiodor Dostoïevski.

## Synopsis
Situé à Saint-Pétersbourg, le film suit la vie d'Ivan Petrovitch (Vania), jeune écrivain et fils adoptif de la famille Ikhméniev. Vania est témoin des mésaventures de Natacha Ikhméniev, qui est amoureuse d'Aliocha Valkovski, le fils de l'ennemi de son père. Le père de Natacha, Nikolaï Ikhméniev, était autrefois employé par le prince Valkovski, mais à la suite d'un différend, Valkovski a accusé Ikhméniev de détournement de fonds, l'obligeant à payer une forte somme et laissant sa famille dans la misère. Malgré l'affection d'Aliocha pour Natacha, il courtise également Katia, la riche fille d'un marchand, sous la pression de son père qui souhaite une dot importante. Natacha, consciente de la loyauté partagée d'Aliocha, quitte sa famille pour vivre avec lui, ce qui renforce le ressentiment de son père et l'amène à la renier. Ivan, secrètement amoureux de Natacha, la soutient dans ces épreuves.
Pendant ce temps, Ivan rencontre Nelly, une orpheline de douze ans maltraitée par sa tutrice, Madame Boubnova. Avec l'aide de son ami détective Masloboïev, Ivan sauve Nelly, qui lui révèle son passé tragique et sa santé défaillante. Elle devient une présence réconfortante dans sa vie. Alors que Natacha commence à voir clair dans les intentions manipulatrices du prince Valkovski, Ivan apprend la sombre histoire du prince, notamment sa trahison d'une autre jeune femme, qui reflète le traitement qu'il a infligé à Natacha. Malgré les efforts de Valkovski pour séparer Natacha et Aliocha, le chagrin de Natacha s'aggrave tandis qu'Aliocha semble de plus en plus attiré par Katia. Finalement, avec l'aide de Nelly, Ivan réconcilie Natacha avec son père, mais Nelly meurt peu après. Dans ses derniers instants, elle laisse un message au prince Valkovski, le condamnant et lui faisant comprendre que sa fille, qu'il a abandonnée, est morte sans lui avoir pardonné.

## Fiche technique
Sauf indication contraire, les informations mentionnées dans cette section peuvent être confirmées par la base de données cinématographiques IMDb,  présente dans la section « Liens externes ».
- Titre français : Humiliés et Offensés[2]
- Titre original : Униженные и оскорблённые, Unizhenye i oskorblennye
- Réalisation : Andreï Andreïevitch Echpaï
- Scénario : Alexandre Volodine d'après Humiliés et Offensés de Fiodor Dostoïevski
- Photographie : Sergueï Yourizditski (ru), Alexandre Kazarenskov
- Décors : Viktor Vlaskov
- Montage : Pierluigi Leonardi
- Musique : Andreï Yakovlevitch Echpaï, Paul W. Mason, Patrick Mimran
- Sociétés de production : Studio Gorki, Globus, Leïla Films (Suisse)
- Pays de production :  Union soviétique,  Suisse,  Italie
- Langue de tournage : russe
- Format : Couleurs - Son mono - 35 mm
- Durée : 106 minutes
- Genre : Drame
- Dates de sortie : 
  - Union soviétique : juillet 1991
  - Italie : octobre 1991

## Distribution
- Nastassja Kinski : Nathalia Nikolaïevna dite « Natacha »
- Nikita Mikhalkov : Prince Piotr Alexandrovitch Valkovski
- Anastassia Viazemskaïa : Nelly
- Sergueï Perelyguine : Ivan Petrovitch
- Viktor Rakov : Aliocha Valkovski, le fils du Prince
- Alexandre Abdoulov : Philippe Philippytch Masloboïev
- Lioudmila Poliakova (ru) : Anna Andréievna Ikhméniéva
- Boris Romanov (ru) : Nikolaï Sergueïevitch Ikhméniev

## Récompense
- 1999 : Festival du cinéma russe à Honfleur : prix du meilleur rôle masculin (pour Nikita Mikhalkov)